# Ernesto Álvarez
Ernesto Bernardo Álvarez Terajin (* 10. August 1928 in Fuentes; † 27. September 2010 in Buenos Aires) war ein argentinisch-chilenischer Fußballspieler. Der Stürmer absolvierte ein Länderspiel für Chiles Nationalmannschaft. Auf Vereinsebene gewann er mit dem CF Universidad de Chile vier Meistertitel.

## Karriere

### Verein
Ernesto Álvarez, auch El Maestro oder Viejo genannt, spielte in der Jugend für América de Fuentes und Rosario Central. 1948 kam der Angreifer zum CA Banfield, wo er den Durchbruch schaffte. Er spielte bis 1956 beim argentinischen Klub, der 1954 in die zweite Liga abgestiegen war. 1957 schloss sich Álvarez dem chilenischen Hauptstadtklub CD Green Cross an, für den er zwei Jahre auflief. 1959 wechselte der Offensivakteur zum CF Universidad de Chile, wo er sofort Meister wurde. Drei weitere Meisterschaften folgten bis zu seinem Abgang 1965 mit der als Ballet Azul bekannten Mannschaft. 1966 spielte er im Alter von 38 Jahren für Green Cross Temuco, da sein ehemaliger Klub Green Cross mit Deportes Temuco fusioniert hatte und umgezogen war. 1967 beendete Álvarez seine Karriere bei Audax Italiano.

### Nationalmannschaft
Ernesto Álvarez absolvierte für Chile im März 1963 unter Luis Álamos bei der Copa Juan Pinto Durán gegen Uruguay sein einziges Länderspiel.

## Erfolge
Universidad de Chile
- Primera División: 1959, 1962, 1964, 1965